# Buck Adams
Buck "Backhand" Adams, geboren als Charles Stephen Allen (Los Angeles, 15 november 1955 – Northridge, 28 oktober 2008) was een Amerikaanse pornoacteur en regisseur.

## Carrière
Adams was een professioneel bokser en uitsmijter voordat hij in de jaren 80 de porno-industrie in ging, kort nadat ook zijn zus, Amber Lynn, haar pornocarrière begon. Zijn eerste werk als regisseur was in 1988 met de film Squirt. Hij heeft in meer dan 600 films gespeeld en ongeveer 80 geregisseerd.

## Overlijden
Adams overleed op 28 oktober 2008 door complicaties bij hartfalen. Hij overleed in het Northridge Hospital Medical Center in Los Angeles, met zijn dochter Christa, zus Amber Lynn en goede vriend Harold Jenkins aan zijn zijde. Adams had eerder reeds enkele hartaanvallen gehad in de jaren 90. Vlak voor zijn dood had hij een studio gebouwd om internetfilms op te nemen.

## Onderscheidingen en nominaties
- AVN Hall of Fame[1]
- XRCO Hall of Fame
- 1987 AVN Award – Best Actor (Video) – Rockey X
- 1992 AVN Award – Best Actor (Film) – Roxy
- 1995 AVN Award – Best Actor (Film) – No Motive